# Eurybunus pallidus
Espèce
Eurybunus pallidus est une espèce d'opilions eupnois de la famille des Globipedidae.

## Distribution
Cette espèce est endémique d'Arizona aux États-Unis. Elle se rencontre vers Scottsdale.

## Description
Le mâle holotype mesure 3,3 mm et la femelle paratype 3,1 mm.

## Systématique et taxinomie
Cette espèce a été décrite par Goodnight et Goodnight en 1943.

## Publication originale
- Goodnight & Goodnight, 1943 : « New and little known phalangids from the United States. » The American Midland Naturalist, vol. 29, no 3, p. 643–656.